# والتر تورنبول
والتر تورنبول (بالإنجليزية: Walter Turnbull)‏ هو موسيقي أمريكي، ولد في 19 يوليو 1944 في غرينفيل في الولايات المتحدة، وتوفي في 23 مارس 2007 في مانهاتن في الولايات المتحدة بسبب سكتة.

## وصلات خارجية
- والتر تورنبول على موقع IMDb (الإنجليزية)
- والتر تورنبول على موقع ميوزك برينز (الإنجليزية)
- والتر تورنبول على موقع قاعدة بيانات برودواي على الإنترنت (الإنجليزية)
- والتر تورنبول على موقع قاعدة بيانات برودواي على الإنترنت (الإنجليزية)